# Grefrath
Grefrath település Németországban, azon belül Észak-Rajna-Vesztfália tartományban. Lakosainak száma 15 069 fő (2023. december 31.). Grefrath Viersen és Nettetal községekkel határos.

## Népesség
A település népességének változása:
| Lakosok száma | 13 397 | 14 798 | 14 802 | 14 734 | 14 880 | 15 069 |
|               | 1975   | 2017   | 2019   | 2021   | 2022   | 2023   |